# Still Life (Tansey)
Pour les articles homonymes, voir Still Life.
Still Life (en français « Nature morte ») est une peinture de Mark Tansey réalisée en 1982 et conservée  au  Metropolitan Museum of Art de New York.

## Historique
Le tableau fit l'objet d'un achat par le musée en 1982 auprès de Louis et Bessie Adler Foundation à la suite d'un don de M. Klein.
Le musée possède également le croquis préparatoire (crayon sur papier) de 12,1 × 8,9 cm inventorié 1982.513, don de Curt R. Marcus en 1982.

## Description
Le tableau, une huile sur toile de  157,5 × 116,8 cm, peint en  en grisaille  de brun, représente   vraisemblablement le coin d'un atelier de peinture, avec un tableau représentant  un vase rempli de fleurs sur un chevalet  à gauche, avec des pinceaux et des couleurs posés sur un trépied, un guéridon au centre, et une femme à droite en robe et tablier en train de jeter le contenu de ce qui était vraisemblablement le modèle du tableau : des fleurs qu'elle vide d'un vase dans une poubelle.

## Analyse
Le tableau prend plus de sens par son titre en français « Nature morte », invoquant le caractère inoffensif de l'art traditionnel ou La Fin de la Peinture prôné par le post-modernisme.